# Heinrich von Kleist
Heinrich von Kleist (Frankfurt na Odri, 18. listopada 1777. – Berlin, 21. studenog 1811.), njemački književnik 
Studirao je filozofiju i prirodne znanosti, a zatim lutao po Njemačkoj, Francuskoj i Švicarskoj, te se upoznao s Goetheom, Wielandom i Schillerom. Izdaje časopis Phöbus u Dresdenu i Berliner Abendbläter u Berlinu. Glavninu njegova rada predstavljaju drame, tragedije antičkim motivima, patetični patriotski komadi i komedija u slobodnim stihovima Razbijeni vrč, jedno od najboljih djela njemačke romantike. Razočaran nacionalnim porazom i osobnim neuspjehom, zajedno s prijateljicom Henriettom Vogel završava život samoubojstvom.
Djela:
- "Michael Kohlhaas",
- "Spisi i zaostavštine",
- "Amphytrion",
- "Penthesilea".